# Capo Kinburn

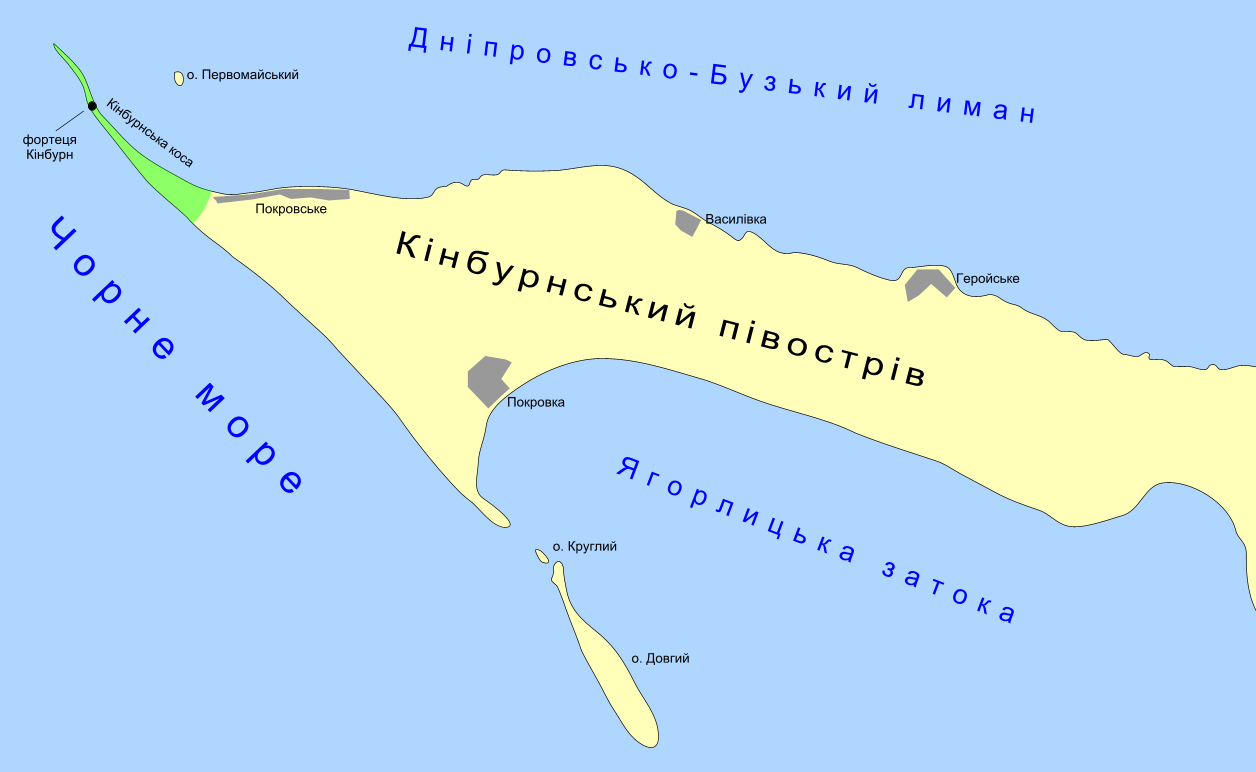
In questa mappa della penisola di Kinburn è evidenziata, in verde, l'area nota come Capo Kinburn.

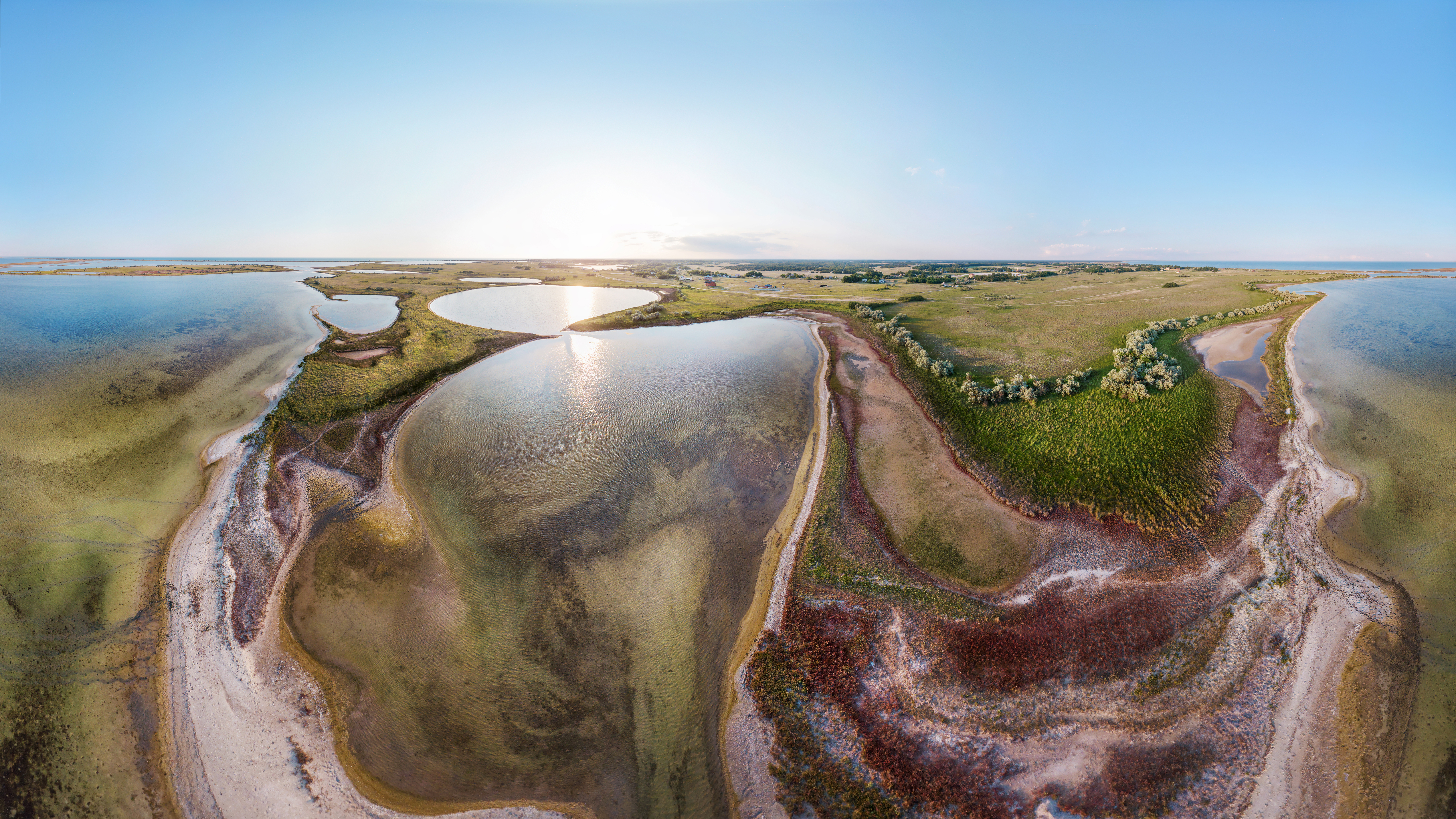
I banchi sabbiosi di capo Kinburn

Capo Kinburn (in russo Кинбурнская коса?, Kinburnskaja kosa; in ucraino Кінбурнська коса?, Kinburns'ka kosa) è un cordone litorale situato sulla costa del distretto ucraino di Očakiv, nell'Oblast' di Mykolaïv. La formazione, lunga circa 40 km e con una larghezza massima di circa 10, occupa la parte occidentale della penisola di Kinburn, da cui si dilunga, estendendosi nel Mar Nero, tra il golfo Boristenico, dove sfocia il grande fiume Dnepr, e la baia di Jahorlyzk.

## Parco regionale
Nel 1992, il consiglio regionale di Mykolaïv ha deciso di destinare a parco naturale un territorio di 17 890 ettari, di cui 5 631 ricoperti da acqua, con lo scopo di preservare la biodiversità del luogo ma anche di organizzare attività volte a far sì che la popolazione possa godere del luogo senza turbarne l'ecosistema. Tali compiti sono stati affidati all'ente dell'amministrazione del parco appositamente creato e avente sede a Očakiv.

## Flora e fauna

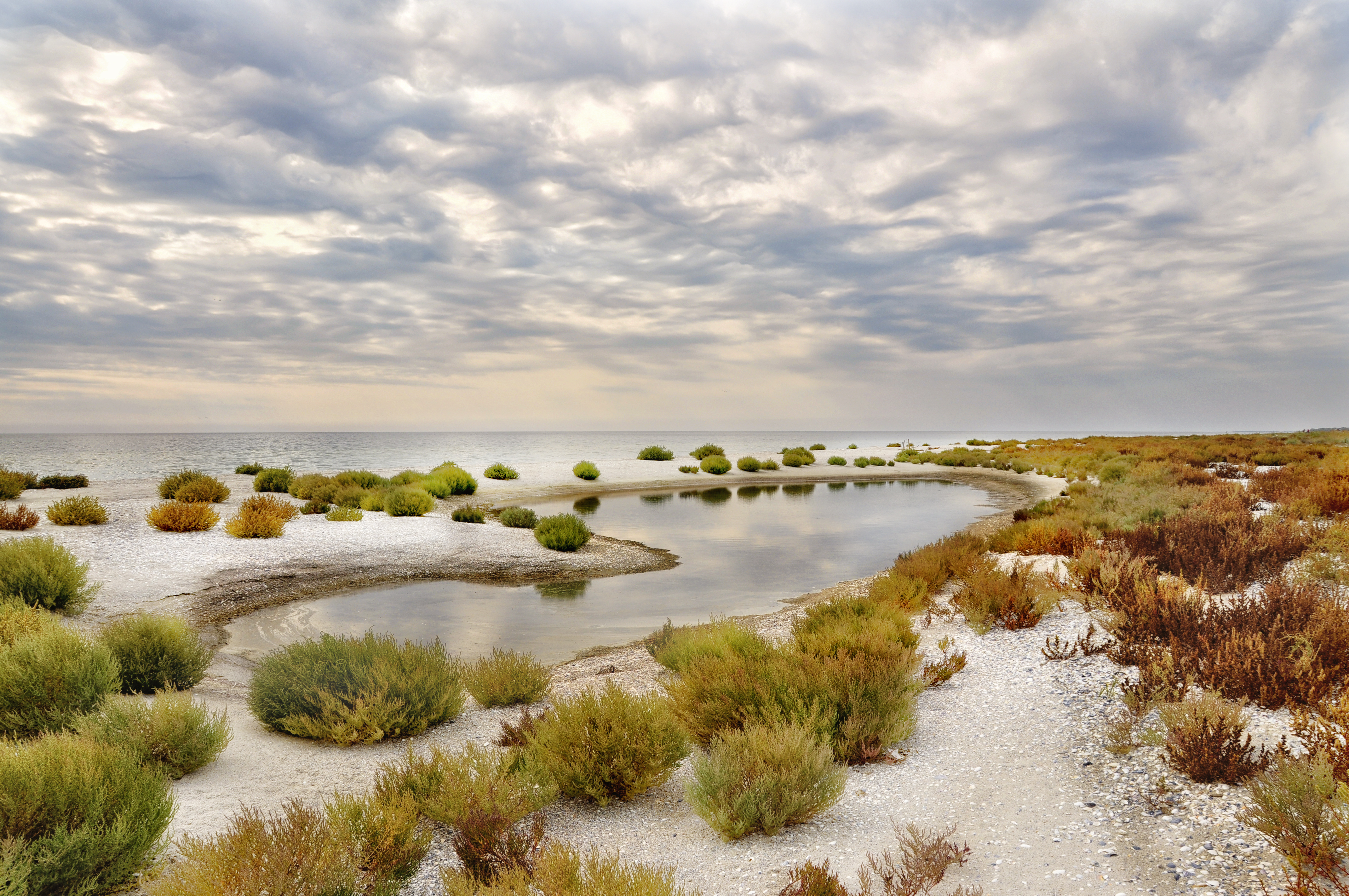
Capo Kinburn in autunno

Capo Kinburn ospita un complesso naturale unico composto da mosaici di steppe sabbiose, varie zone umide, come le paludi site in particolar modo nella parte orientale, e pinete artificiali. La natura protetta del luogo fa sì che esso goda di una ricca vegetazione, formata da una combinazione di piante erbacee e foreste di querce e pini. Diverse delle specie vegetali qui trovate, molte delle quali sono endemiche della regione, sono classificate come specie in pericolo.
Capo Kinburn ospita anche molte specie animali di cui più di 15 endemiche della regione. Oltre a questo, la zona è parte delle rotte di migrazione di centinaia di specie di uccelli, di cui circa 110 nidificano sul posto.
Capo Kinburn è una delle formazioni che, assieme alle isole della baia di Jahorlyzk, ai laghi lì presenti e alla baia stessa, sono riconosciute costituire una zona umida di importanza internazionale.

## Infrastrutture

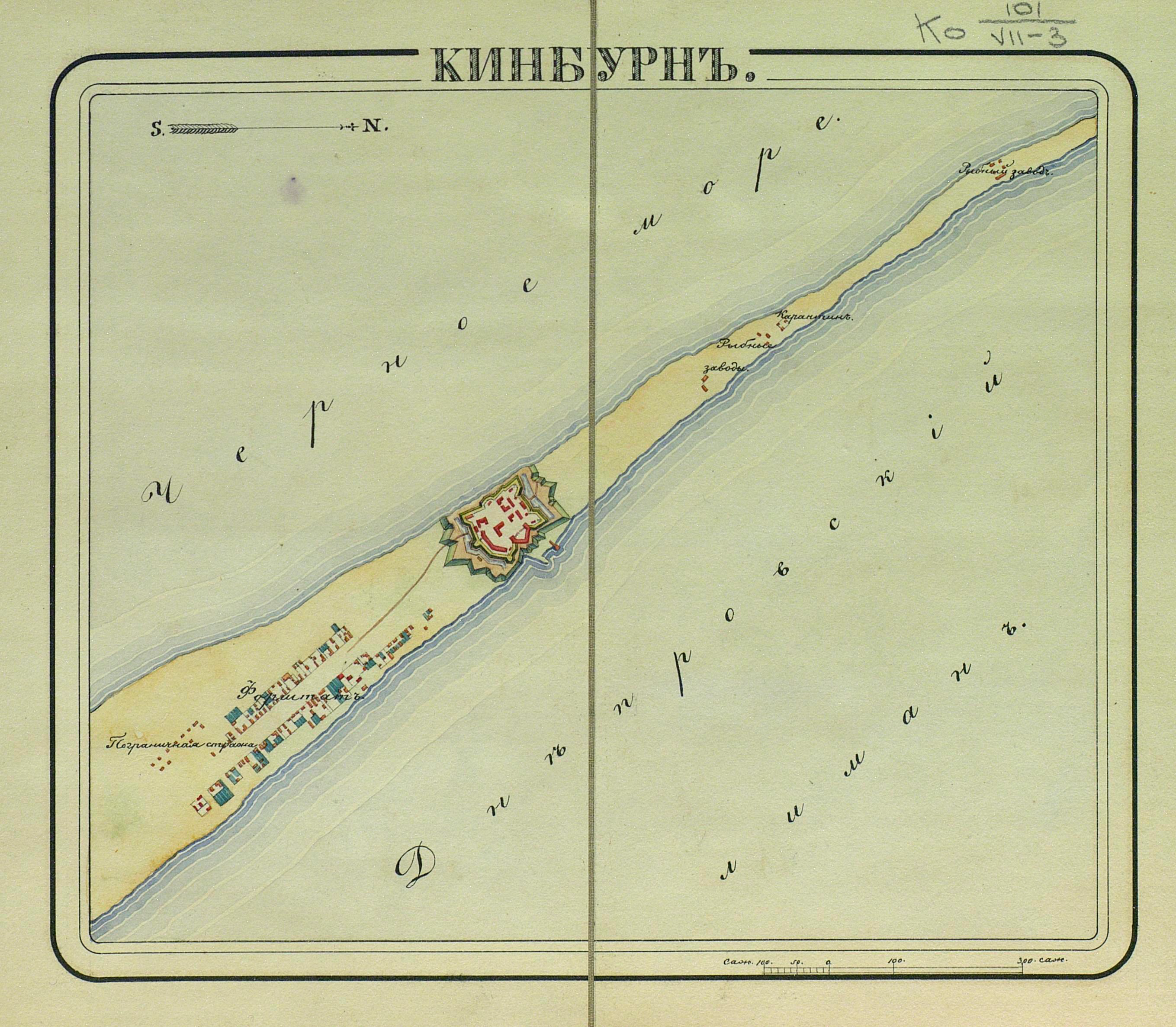
L'ubicazione del forte esistito a capo Kinburn fino a metà del XIX secolo

Fino a metà dei XIX secolo, capo Kinburn ha ospitato un forte costruito nel XV secolo dagli ottomani e noto come Kil-burun (in turco: Kılburun, letteralmente "capo capello", in riferimento alla piccola larghezza di quella striscia di terra) da cui la penisola, e quindi il capo, hanno preso il nome. Più volte distrutto e ricostruito nel corso dei secoli, tale forte, conquistato dai russi alla fine del XVIII secolo, fu infine assaltato e distrutto il 17 ottobre 1855 durante la battaglia di Kinburn, svoltasi durante la fase finale della guerra di Crimea e vinta dagli anglo-francesi. In seguito al trattato di Parigi del 1856, che seguì alla guerra di Crimea, ciò che restava del forte fu demolito e ne fu vietata la ricostruzione.